# رادون
رادون (به انگلیسی: Radon) یکی از عناصر شیمیایی جدول تناوبی است که نماد آن Rn و عدد اتمی آن ۸۶ است. این عنصر از گازهای نجیب و پرتوزا است که از فروپاشی رادیم به وجود می‌آید. رادون یکی از سنگین‌ترین گازها بوده و برای سلامتی مضر است. پایدارترین ایزوتوپ آن رادون-۲۲۲ است که نیمه عمرش برابر با ۳٫۸ روز می‌باشد.
رادون یک گاز پرتوزای بی‌رنگ، بی‌بو، بدون مزه و از نظر شیمیایی بی‌اثر می‌باشد؛ و تنها با استفاده از دستگاه‌های مخصوص می‌توان وجود رادون را تشخیص داد. گاز رادون از واپاشی اورانیم موجود در طبیعت به‌وجود می‌آید. رادون تولید شده نیز، ذرات پرتوزای دیگری تولید می‌کند.

## اثرات رادون بر سلامت انسان‌ها
رادون موجود در هوا از طریق تنفس وارد ریه انسان‌ها می‌شود. سپس رادون در ریه متلاشی می‌شود و ذره آلفا انتشار می‌دهد. ذره آلفا دارای جرم سنگین و بار الکتریکی دو برابر الکترون با علامت مثبت است. ذره آلفا انتشار یافته در ریه، دارای انرژی است؛ که این انرژی باعث حرکت ذره در بافت‌های ریه می‌شود، و به تدریج در مسیر حرکت و برخورد با سلول بافت‌های ریه یون‌سازی نموده، تا زمانی که انرژی خود را کاملاً از دست داده و متوقف شود. انرژی ذره آلفا که توسط بافت‌ها جذب می‌شود باعث آسیب به بافت‌ها یا مرگ آن‌ها می‌شود؛ بنابراین در صورتی‌که هوای تنفسی حاوی رادون به‌مقدار زیاد باشد، بافت‌های ریه به تدریج آسیب می‌بینند که در دراز مدت می‌تواند باعث سرطانی شدن این‌گونه بافت‌ها شود.
بر اساس تحقیقات بین‌المللی بعد از سیگار، رادون به عنوان مهم‌ترین عامل سرطان ریه شناخته شده‌است. به‌خصوص افراد سیگاری که هوای داخل منازل آنها، حاوی مقدار زیاد رادون باشد احتمال ابتلا آن‌ها به سرطان ریه به مراتب بالاتر از سایر افراد است. همچنین طبق گزارش کمیته علمی اثرات پرتوهای اتمی سازمان ملل (UNSCEAR 1977) به‌طور متوسط نیمی از پرتوگیری (معادل دز مؤثر) سالانه مردم در مناطقی که از نظر پرتوزائی عادی هستند ناشی از رادون و عناصر حاصل از فروپاشی آن است (دو میلی سیورت در سال {\displaystyle 2\ \mathrm {mSv/year} }).

### راه‌های ورود رادون به فضاهای بسته
رادون موجود در خاک به تدریج در زیر ساختمان انباشته می‌شوند و فشار آن بالا می‌رود و چون فشار هوا در داخل ساختمان معمولاً کمتر از فشار در داخل خاک است باعث می‌شود که رادون موجود در خاک از طریق کف و دیوارها به داخل ساختمان منتقل شده و مقدار آن زیاد شود.
وجود ترک در دیوارها، محل‌های عبور شبکه تأسیسات ساختمان و هرگونه منفذ و روزنه در اتصالات و مصالح ساختمان می‌تواند در عبور رادون به داخل ساختمان مؤثر واقع شود. بیشترین مقدار رادون در زیرزمین و سپس در طبقات اولیه ساختمان وجود دارد. به‌طور خلاصه راه‌های ورود رادون به داخل ساختمان را می‌توان به صورت زیر خلاصه کرد:
1. شکاف‌ها در کف ساختمان
2. اتصالات ساختمانی
3. شکاف‌ها در دیوارها
4. درزها در اطراف لوله‌های سرویس‌های بهداشتی
5. فضاهای خالی داخل دیوارها
6. آب‌های مصرفی در داخل حمام و آشپزخانه

رادون در آب قابل حل می‌باشد، و به‌خصوص درآب چاه احتمال وجود آن بیشتر است. معمولاً در صد بسیار کمی از رادون موجود در آب (۰۱/۰ درصد) رها شده و وارد هوا می‌شود.

## کاربردها

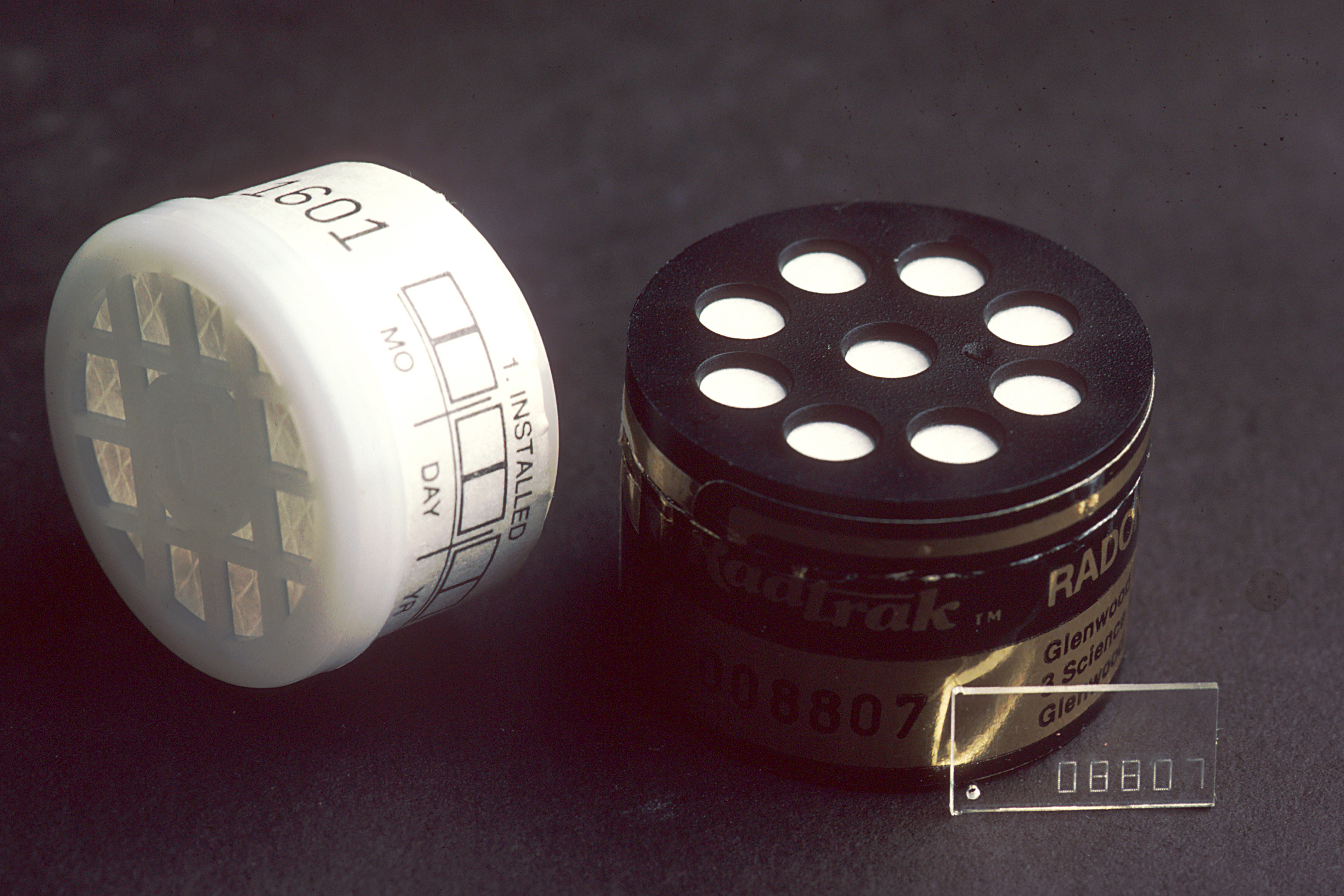
کیت تست رادون

## تاریخچه

زنجیرهٔ واپاشی اورانیم